# Оркаш (лесной массив)
Урочище Оркаш (Уркаш, Уркач, Аркач) — урочище, расположенное вблизи села Караколь Мугалжарского района Актюбинской области Казахстана. Урочище образовалось в результате выветривания массива песчаников. Представляет собой обширные низины с расположенными в них участками берёзово-осиновых колков, между которыми находятся бугристые пески, а также участок барханных песков. В урочище имеются также культурные посадки сосны. В самых низких местах, куда стекают талые воды, либо имеются выходы грунтовых вод, получили развитие осоковые и сфагновые болота. Таким образом, представлен целый комплекс как зональных, так и азональных ландшафтов. В урочище установлено произрастание около 300 видов высших растений, из них 32 редких для региона.
В 2012 году на площади 33 395 га было запланировано создание государственного природного заказника местного значения «Оркаш».